# De profundis
De profundis (latin: ur djupet) är inledningsorden för psalm 130 i Psaltaren (Ps 129 i den latinska versionen Versio Vulgata).
Psaltarpsalmen har rubriken Bön ur djupen om förlåtelse och förlossning (1917 års kyrkobibel) och inleds i den översättningen med (jfr latinska texten på Wikisource)
1 En vallfartssång
Ur djupen ropar jag till dig, HERRE
2 HERRE, hör min röst, lät dina öron akta på mina böners ljud
... 8 verser
De profundis clamavi ad te, Domine:, både som fristående syftningsuttryck och som längre utdrag ur psaltarpsalmen, är mycket ofta använda i konst-, kyrkomusik och litteratur (bl.a. Oscar Wilde). Tonsättare som skrev de profundis var bland annat Josquin Des Prez,
Orlando di Lasso, Carl Georg Reutter, Hilding Hallnäs, Ingvar Lidholm, Krzysztof Penderecki och Arvo Pärt. Titeln har också använts som rubrik för ett album med Black Metal rockmusik av Dark Funeral under deras turné i Sydamerika 2003.
I den äldsta kända svenska psalmboken, Swenske Songer eller wisor 1536 börjar texten Af diuupsens nödh ropar iach til tich - se artikeln om denna psalm för jämförelser.